# تپه دارکلاته
تپه دارکلاته در شهرستان رامیان، بخش خان ببین، روستای دارکلاته واقع شده و این اثر در تاریخ ۲۷ مرداد ۱۳۸۲ با شمارهٔ ثبت ۹۷۴۴ به‌عنوان یکی از آثار ملی ایران به ثبت رسیده است.